# Аюсо Гихот, Мигель Анхель
Мигель Анхель Аюсо Гихот (исп. Miguel Ángel Ayuso Guixot; 17 июня 1952, Севилья, Испания — 25 ноября 2024, Рим) — испанский куриальный кардинал. Секретарь Папского Совета по межрелигиозному диалогу и вице-префект Комиссии по религиозным связям с мусульманами с 30 июня 2012 по 25 мая 2019. Титулярный епископ Луперсианы с 29 января 2016 по 5 октября 2019. Председатель Папского Совета по межрелигиозному диалогу и префект Комиссии по религиозным связям с мусульманами с 25 мая 2019 по 25 ноября 2024. Кардинал-дьякон с титулярной диаконией Сан-Джироламо-делла-Карита с 5 октября 2019.

## Биография
2 мая 1980 года принёс вечные монашеские обеты в конгрегации «Миссионеры-комбинианцы Святейшего Сердца Иисуса». После рукоположения в священника, которое состоялось 20 сентября 1982 года, служил в Египте и Судане.
В 1982 году получил научную степень Папском институте арабских и исламских исследований и в 2000 году — докторскую степень по догматическому богословию в Гранадском университете.
С 1989 года был профессором по исламским исследованиям в Хартуме, Каире и Папском институте арабских и исламских исследований.
30 июня 2012 года указом Папы римского Бенедикта XVI назначен секретарём Папского Совета по межрелигиозному диалогу.
29 января 2016 года был назначен титулярным епископом Луперсианы.
25 мая 2019 года Папа Франциск назначил епископа Мигеля Анхеля Аюсо Гихота председателем Папского Совета по межрелигиозному диалогу и префектом Комиссии по религиозным связям с мусульманами.

## Кардинал
1 сентября 2019 года Папа Франциск, во время чтения Angelus объявил о возведении в кардиналы 13 прелатов, среди них монсеньор Мигель Анхель Аюсо Гихот.
Скончался кардинал Аюсо Гихот 25 ноября 2024 года в Риме, в клинике Джемелли в возрасте 72 лет, после длительной болезни.

## Награды
- Орден «Достык» II степени (2022 год, Казахстан) — за весомый вклад в развитие межконфессионального диалога и продвижение идей Съезда лидеров мировых и традиционных религий[8].